# Nuevo Refugio de Afuera
Nuevo Refugio de Afuera es una localidad del estado mexicano de Jalisco. Es parte del municipio de Tototlán.

## Demografía
| Gráfica de evolución demográfica |
|                                  |

| Censo | Población |
| ----- | --------- |
| 1900  | 242       |
| 1910  | 266       |
| 1921  | 12        |
| 1930  | 0         |
| 1940  | 140       |
| 1950  | 241       |
| 1960  | 303       |
| 1970  | 565       |
| 1980  | 683       |
| 1990  | 841       |
| 2000  | 1 026     |
| 2010  | 1 003     |
| 2020  | 1 106     |